# Chute d'eau souterraine

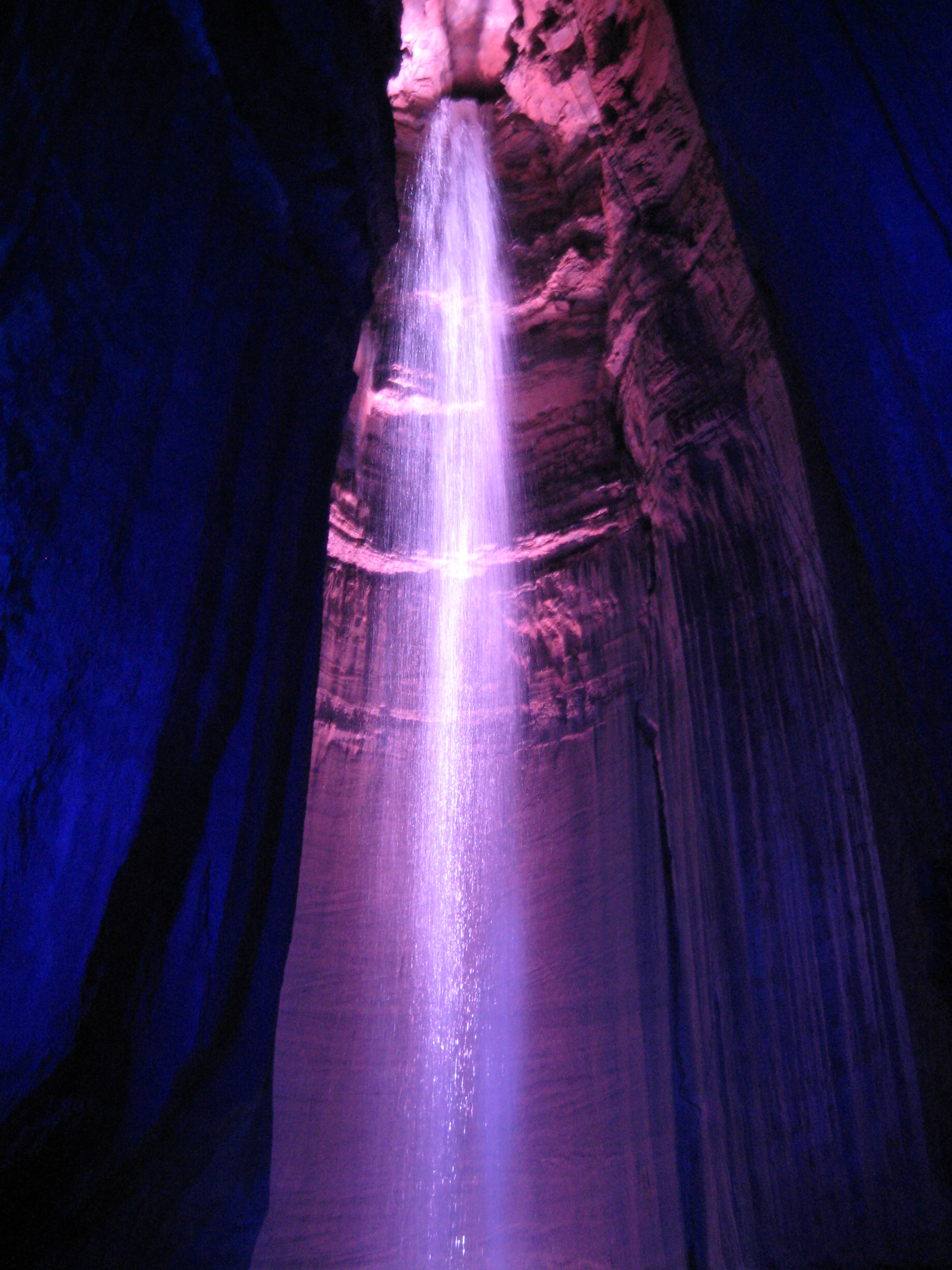
Ruby Falls est une chute d'eau souterraine à l'intérieur d'une grotte du Tennessee.

Une chute d'eau souterraine, est une chute d'eau située sous terre, possiblement dans une grotte. Les chutes d'eau peuvent être présentes au-dessus ou en dessous du niveau de la mer,. Un exemple connu est Ruby Falls (en), localisée dans la Lookout Mountain Caverns (en) dans le Tennessee (États-Unis),.